# Kurgan scita

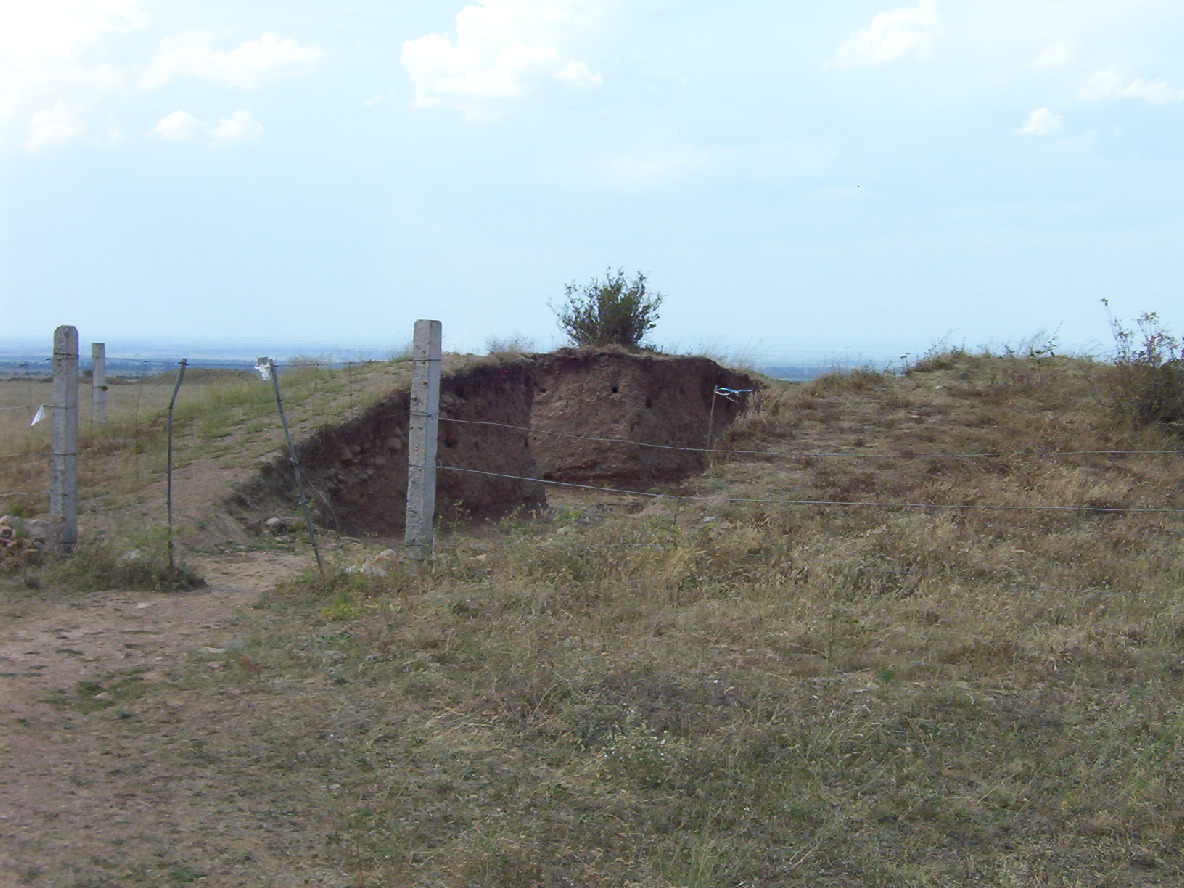
Uno dei kurgan sciti di Issyk

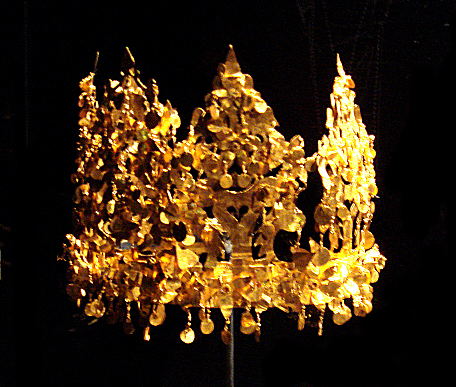
Corona rinvenuta nel kurgan di Tillia Tepe.

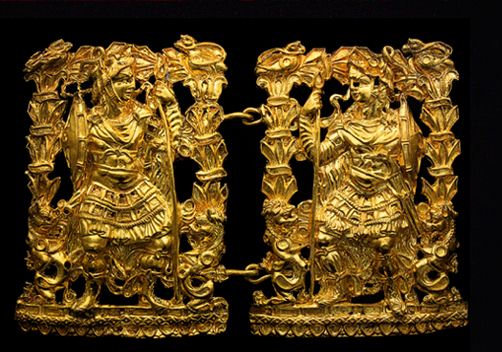
Guerrieri sciti in uniforme greca - Tillia Tepe.

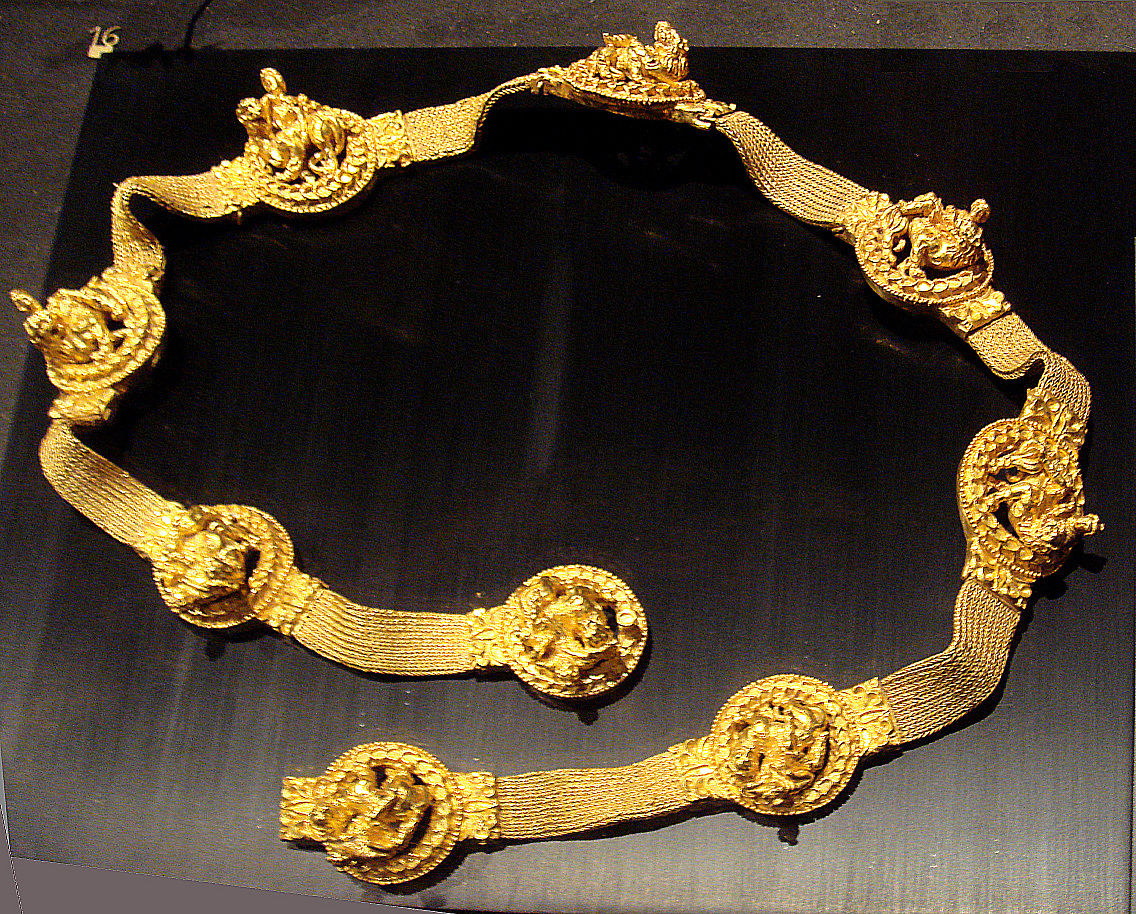
Cintura scita - Tillia Tepe.

Il kurgan è il tumulo funerario usato dagli Sciti per inumare i feretri della propria aristocrazia. Non solo monumento funebre ma, al tempo stesso, espressione del potere e della ricchezza raggiunti, simbolo distintivo in una società guerriera fortemente stratificata.

## Simbologia del kurgan scita
Gli Sciti costituivano una società semistanziale prevalentemente guerriera, una federazione tribale in movimento che riuniva gruppi antropici con ruoli specializzati che ne definivano lo status sociale. In cima alla piramide socio-gerarchica stavano gli Sciti Reali, con i sovrani e le aristocrazie principesche; in posizione sottostante si trovavano, via via, gli affiliati dei sovrani e le aristocrazie guerriere delle steppe, queste ultime variamente graduate, le classi mercantili e, per finire, gli Sciti comuni, che non hanno lasciato evidenze storiche materiali. Alla stratificazione apicale corrispondeva una altrettanto stratificata tipologia dei kurgan, diversi per grandezza e per qualità dei corredi funebri, in funzione dell'importanza del personaggio sepolto. I kurgan rappresentavano quindi «la materializzazione del potere del re e del principe. [...] Grazie all'archeologia, è oggi possibile leggere nella loro morte il sociale, il politico ed talvolta il religioso, quei simboli [...] che hanno il valore glorificante di diffusione e propagazione proiettate nel futuro delle gesta manageriali, belliche, rituali».
I kurgan dei sovrani sciti raggiungevano un volume di centodiciassettemila metri cubi, un'imponenza impressionante, con corredi quasi esclusivamente aurei e argentei; quelli dei loro familiari quarantamila metri cubi, con presenza limitata di manufatti aurei, ma maggiore di argentei e bronzei. In quelli delle aristocrazie minori prevaleva invece il bronzo seppure con la presenza dell'argento; in questa tipologia il volume del tumulo non superava gli ottomila metri cubi. Gli sciti reali, l'aristocrazia dominante, costituivano l'elemento unificante della variegata società scita. «Furono costoro a conferire all'insieme scita la fisionomia di gruppo strutturato e coerente per la durata, pressappoco, di cinque secoli». Erodoto, il massimo testimone antico dell'epopea scita, colloca gli sciti reali oltre il Gerro e fino al Tanais (il Don).

## Kurgan e rito funebre
Gli Sciti in generale e gli Sciti reali in particolare non lasciarono ai posteri edifici monumentali attraverso cui testimoniare la propria civiltà e la propria cultura ma una serie numerosissima di tumuli funerari, i kurgan, le piramidi delle steppe, con cui i sovrani perpetuavano l'idea di un potere assoluto, incondizionato e sacrale che il rito funebre rappresentava materialmente.
Il kurgan reale costituiva l'atto finale di un rito complesso, fastoso e sanguinario celebrato per non lasciare dubbi sul potere del defunto e, in definitiva, della sua stirpe, di cui era una dichiarazione politica.

Il re non moriva da solo, né da solo compiva il suo ultimo viaggio: lo accompagnavano alcune delle persone che, in vita, erano state più vicine a lui. Alla morte di un re venivano uccisi, preferibilmente per strangolamento ma anche per percussione, una delle sue concubine, il coppiere, un cuoco, uno scudiero, un servo, un messaggero e dei cavalli. Dopo un anno venivano strangolati cinquanta servi e altrettanti cavalli che, opportunamente impalati e composti come cavalieri, venivano sistemati attorno al kurgan, custodi e scorte del defunto e della sepoltura. Il corpo del re, cosparso di cera, veniva portato, prima della sepoltura, su un carro in processione tra i popoli soggetti perché rendessero il dovuto omaggio; gli astanti, in segno di lutto, si tagliavano un pezzo di orecchio e, oltre a scarnificarsi diverse parti del viso, si radevano la testa e si trafiggevano la mano sinistra con delle frecce. Terminata questa parte del rito, il corpo del re e quelli dei suoi accompagnatori venivano sepolti in una grande fossa, suddivisa in più locali, su cui veniva costruita una collina artificiale, enorme nel caso delle sepolture reali.

Assieme ai feretri venivano sepolti ricchissimi corredi d'oro: armi molto spesso rivestite d'oro; abbigliamenti, con particolare predilezione per quelli di seta il cui valore simbolico, presso alcune tribù scitiche dell'Altaj, era maggiore dell'oro; oggetti di uso quotidiano di eccelsa fattura, alimenti esotici, ulteriori simboli della ricchezza del defunto e del suo consortium.
Di tutto ciò Erodoto ha lasciato una minuziosa descrizione  la cui veridicità storica è stata confermata dalle campagne archeologiche condotte nella seconda metà del XX secolo.
Sono emblematici, sotto questo aspetto, gli esiti degli scavi eseguiti dall'archeologo Kubyšev nel 1990 nel bacino archeologico di Ol'gino e quelli ancora più straordinari del kurgan Tolstaja Mogila, uno dei complessi funerari sciti più importanti per quantità e preziosità dei reperti aurei contenuti.

## Tolstaja Mogila
Il kurgan Tolstaja Mogila fa parte di un grande complesso funerario di venti kurgan risalenti alle età del ferro e del bronzo. Situato vicino a Pokrov (fino al 2016 Ordžonikidze), lungo il corso del Dnepr, fu scavato nel 1971 dall'archeologo Mozolvskij.
Lo splendido corredo aureo contenuto, oltre alla vicinanza nell'area di altri kurgan altrettanto ricchi, ha fatto ritenere che la regione fosse abitata dagli Sciti reali, i discendenti dei mitici Lipossai, Arpossai e Colassai figli di Targitao, il fondatore della nazione scita, secondo la testimonianza di Erodoto.
Il Tolstaja Mogila, risalente al IV secolo a.C., è la tomba costruita per un re, una regina, e un bambino, verosimilmente un figlio della coppia reale.

Il kurgan, che ha una struttura circolare con un'altezza di oltre otto metri e un diametro di circa settanta metri, contiene due camere e due fosse sepolcrali ipogee.
Nella camera principale era sepolto il re, quella secondaria conteneva i feretri di una donna, forse una moglie, e di un bambino in tenera età, probabilmente un figlio. Le due fosse adiacenti alla camera principale contenevano le sepolture di tre soggetti di sesso maschile e di sette cavalli, probabilmente la scorta reale per gli Inferi. Completavano il corteo reale i cadaveri di un'ancella e di tre soggetti maschi, probabile personale di servizio per l'oltretomba, uccisi secondo il rituale scita, per strangolamento e per percussione.

Il kurgan conteneva un ricchissimo corredo d'oro, di eccezionale e squisita fattura, che ornava non solo i reali ma anche un cavallo e alcuni serventi. Lo splendore dei reperti, sopravvissuti a precedenti saccheggi, testimonia «l'elevatissimo rango del sovrano inumato nella camera della sepoltura centrale». Il feretro della principessa, ornato da una collana, da bracciali e da anelli d'oro, era addobbato con un alto copricapo e una lunga tunica, impreziositi da brattee e lamine d'oro.

La ricostruzione della sepoltura della principessa rende l'idea non solo della eccezionalità dei reperti sotto l'aspetto storico-archeologico, ma anche della grande perizia tecnico-artistica degli artigiani orafi sciti.

## Influenze culturali
La cultura dei kurgan influenzò i costumi funerari delle aristocrazie dei popoli circostanti, che, in origine, non erano portatori di simili tradizioni. Ci sono esempi di varie sepolture di re traci nell'attuale Bulgaria, e di esponenti aristocratici nel regno di Macedonia. In ambito leggendario, anche Re Mida, mitico re della Frigia, ebbe una sepoltura simile nell'antica capitale di Gordion.

### Fonti
- Erodoto, Le storie.
- Strabone, Geografia, IX.

### Studi
- Bálint C (1989), Die Archälogie der Steppe : Steppenwölker zwischen Volga und Donau, Vienna.
- Dobesch G (1995), Das europaische Barbaricum und die Zone der Mediterrankultur : ihre historische Wechselwirkung und das Geschichtsbild des Poseidonios, Vienna, A. Holzhausen, ISBN 3-900518-03-3.
- Genito B [a cura di] (1992), The archaeology of the steppes: methods and strategies in International symposium, Napoli 9-12 November 1992.
- Marzatico F [et al.] (2007), Ori dei cavalieri delle steppe, Cinisello Balsamo, Silvana Editoriale.
- Schilitz V (2005), Sciti : La civiltà delle steppe, Milano, Rizzoli, ISSN 1129-0854 (WC · ACNP)